# أليس ميليغان
أليس ليتيتيا ميليغان (4 سبتمبر 1865 - 13 أبريل 1953) هي كاتبة وناشطة أيرلندية في إحياء النهضة الكلتية في أيرلندا والدعوة إلى المشاركة السياسية والثقافية للمرأة والتحول البروتستانتي النقابي في قضية استقلال أيرلندا. بلغت شهرتها ذروتها في مطلع القرن العشرين عندما أنتجت المجلة الشهرية السياسية والأدبية شان فان مويست (1896-1899) مع آنا جونستون في بلفاست، وعندما قدمت في دبلن العرض المسرحي الأدبي الأيرلندي «عيد فيانا الأخير» (1900) الذي كان تفسير ميليغان للدراما الوطنية.

## نشأتها

### عائلتها وتعليمها
ميليغان واحدة من تسعة أطفال ولدوا لشارلوت بيرنز، مساعدة في متجر كتان، وسيتون ميليغان، بائع ستائر في قرية خارج أوماه، مقاطعة تيرون، في عام 1866. في عام 1879، جرت ترقية والدها في الشركة التي يعمل فيها إلى منصب تنفيذي، ونقل العائلة إلى بلفاست حيث تمكنت ميليغان من الالتحاق بكلية ميثوديست، بلفاست، وهي رائدة مبكرة في التعليم الثانوي المختلط. نُشرت قصائدها الأولى في مجلة إيوس المدرسية.
نظم والدها، وهو نقابي ليبرالي معروف، محادثات ومحاضرات لمعهد العمال المحلي واصطحب ابنته إلى مناقشة التاريخ والشؤون الدولية والأدب. اعترفت ميليغان بتأثير خادمة الأسرة، جين، التي ألهمتها لكتابة عمل شان فان مويست الذي يتحدث عن سيدتها السابقة ماري آن مكراكين (1770-1866). كانت مكراكين الأخت المخلصة لهنري جوي مكراكين، القيادي الأيرلندي الذي أُعدم في أعقاب تمرد 1798، وحتى نهاية أيامها في بلفاست، كانت مدافعة عن المرأة والفقراء.
في أعقاب مشاركتهما معًا في نادي بلفاست لعلماء الطبيعة، كتبت ميليغان ووالدها عن رحلة إثنوغرافية لأيرلندا، بعنوان لمحات من إيرين (1888). استعرض والدها في الكتاب أن «الوطنية... بعيدًا عن كونها مشاعر غير عقلانية هي أمر عقلاني ومرغوب فيه تمامًا من وجهة نظر نفعية. إنها تضاهي المسيحية. من خلال العيش في أرضنا وبذل قصارى جهدنا للاستفادة منها، يمكننا تنفيذ الأمر «افعلوا للآخرين ما تريدون أن يفعلوا لكم».

### الرابطة الغيلية
بعد عام من دراسة تاريخ اللغة الإنجليزية وأدبها في كينغز كوليدج، لندن، تدربت ميليغان للعمل في التدريس وحصلت عام 1888 على وظيفة مدرس في مدرسة ماكيكيب الجامعية للسيدات في ديري، حيث أصبحت مهتمة لأول مرة باللغة الأيرلندية، وهي لغة الأغلبية التي سمعتها عندما كانت طفلة من عمال المزارع فقط. في عام 1891 تولت منصبًا إضافيًا في دبلن. بسبب عدم قدرتها على العثور على أي مدرسة أو مجموعة لتدريس اللغة الأيرلندية، حتى تشكيل الرابطة الغيلية في عام 1893، أخذت دروسًا خاصة أثناء قراءة الأدب والتاريخ الأيرلندي في المكتبة الوطنية.
لم تكن ميليغان تتقن الأيرلندية بطلاقة، وعلى هذا الأساس، اعترض باتريك بيرس عندما عينتها الرابطة الغيلية في عام 1904 محاضرة متنقلة. بمساعدة اللوحات التي تستحضر الموضوعات التاريخية أو الأدبية الأيرلندية (وهي مهارة اكتسبتها لأول مرة عندما جرى تكليفها بالمساعدة في المعرض الأيرلندي في معرض شيكاغو العالمي 1893)، أثبتت ميليغان نفسها من خلال إنشاء فروع جديدة في جميع أنحاء أيرلندا وجمع الأموال كذلك. في الشمال، في أولستر، ركزت على المهمة الأكثر صعوبة المتمثلة في تجنيد البروتستانت، والعمل مع، من بين نشطاء آخرين، رئيس الرابطة دوغلاس هايد وآدا ماكنيل وروجر كاسيمنت وستيفن جوين وشيموس مكمانوس.

## التطور السياسي

### الديمقراطية الملكية
في دبلن، كانت ميليغان شاهدًا على التحركات الأولى للنهضة الثقافية الأيرلندية وعلى آخر عمل في الحياة السياسية لتشارلز ستيوارت بارنيل. في يونيو 1891، رأت الزعيم المحاصر للقومية الأيرلندية في اجتماع عام حيث «تعرض للضرب والخجل» بسبب الضجة التي أحدثتها قضية طلاقه من كيتي أوشي. في قصيدة «في ماينوث»، قارنت ميليغان الحياة الخاصة لجورج الخامس، في عام 1911 عندما استقبلها الكاردينال لوغ في المدرسة الكاثوليكية، بحياة الرجل الذي جرى الترحيب به ذات مرة باعتباره «ملك أيرلندا غير المتوج».
مفتونًة ببارنيل وقوميته غير الطائفية، تابعت ميليغان تجولها في جميع أنحاء المدينة، ورسمته قبل ذهابها. اعترفت بأن هذا يمثل تغييرًا جذريًا في وعيها السياسي. حتى ذلك الحين وصفت نفسها (على الرغم من الليبرالية النسبية لوالدها) بأنها ما تزال نتاج تربية «المحافظين والبروتستانت»، والتي أعماها تعليمها الرسمي عن أدب وطنها وتاريخه. في مايو 1891 أشارت في مذكراتها: «أثناء وجودها في الترام المتجه نحو شارع أوكونيل الأول، تفاجأت بأنه أصبح شارع بارنيل».
كتبت ميليغان، باسم «إيريس أولكيرن»، أول رواية لها، والتي نُشرت قبل عام من وفاة بارنيل في أكتوبر 1891، كانت رواية ديمقراطية ملكية، والتي تسرد قصة يعقوبية جديدة لأمير ويلز المستقبلي، الذي ولد لأم إيرلندية، يقود «شعبه» في النضال من أجل حقوق الأرض والبرلمان الأيرلندي المستعاد. بافتراض هزيمة حركة الحكم الذاتي الأيرلندية أنذاك، ومحاولة إتمام الكثير من المصالحات، لم تُستقبل الرواية بشكل جيد في الصحافة القومية.

### إحياء ذكرى عام 1798
في عام 1893، عادت ميليغان إلى بلفاست. عاشت مع آنا جونستون (التي كتبت لاحقًا باسم إثنا كاربيري)، ابنة روبرت جونستون، العضو البارز في جماعة الإخوان الجمهوريين الأيرلندية. أسست ميليغان وآنا جمعية المرأة الأيرلندية، مع جارتهما ماري آن بولمر، المدافعة عن حق الاقتراع المولودة في إنجلترا، والتي كان مركزها في بلفاست لنشر «الأفكار الوطنية بين النساء» والحفاظ على «هيبة» المدينة الوطنية والأدبية. أُسست فروع أخرى كذلك في مونيريه (حيث عقد الوزير المشيخي، ريتشارد ليتل، الرابطة الغيلية) وفي بورتاداون. في عام 1895، بدأت ميليغان في كتابة عمود منتظم لصحيفة آيرش ويكلي إندبندنت بعنوان «ملاحظات من الشمال» لتذكير قراء دبلن بهذه المساهمات وغيرها من مساهمات النساء والشمال في القضية الوطنية.
تأثرت ميليغان وجونستون وبولمر (وابنها بولمر هوبسون، في وقت لاحق أيضًا) بفرانسيس جوزيف بيغر الذي كان من أكبر المحامين المشيخيين الأثرياء؛ كوالدها المتعطش لكل ما هو أثري (شارك في تحرير مجلة جمعية الفولكلور الأيرلندية مع شارلوت أخت ميليغان) ومضياف مشهور. استضاف بيغر في منزله الواقع على الشاطئ الشمالي لبلفاست لوف، أكبر شعراء وكتاب «نهضة الشمال» (من بينهم سيوموس ماكمانوس، وهيلين واديل، وهربرت هيوز، ومارغريت بيندر) بالإضافة إلى العديد من الشخصيات الثقافية البارزة. التقى بميليغان في آرد راي، حيث تواجد العديد من الزوار المنتظمين كجيمس كونولي وروجر كاسيمنت.
شارك بيغر شغف ميليغات بمئوية «98» (كان لديه غرفة في آرد راي مخصصة لاجتماعات المتمردين). سعوا معًا لتنظيم احتفال بلفاست بالذكرى المئوية لعام 1798. أنتجت ميليغان عملًا عن حياة ثيوبالد وولف تون (بلفاست، 1898). مع ذلك، فإن أحفاد «القادة والفلاحين البروتستانت» الذين، وفقًا لميليغان، أغلقوا اتحاد تون للمعتقدات في «ميدان المعركة»، حد فعليًا من إحياء أي عرض تذكاري وجعل ذلك مقتصرًا على المناطق الكاثوليكية. انتهت نزهة سريعة (جرى تنظيمها بمساعدة لايتل) إلى قبر بيستي غراي، بطلة معركة باليناهينش، بشجار بين النقابيين أدى إلى تدمير حجرها التذكاري. ركزت ميليغان على ماضي بلفاست الجمهوري «عملت على تسليط الضوء على مدى اختلاف المدينة في نهاية القرن التاسع عشر».
في الوقت نفسه، أقنعت المواقف التي اتخذها الجانب القومي ميليغان باستحداث اتحاد مئوي نسائي منفصل. كونها امرأة، وجدت أنها مُنعت من حضور اجتماعات الذكرى المئوية، وأن السياسيين المحليين استولوا عليها للحصول على أصوات كاثوليكية. في 6 أبريل 1897، توسلت إلى قراء ذا شان فان فوخت قائلة: «هل هو أمر مبالغ به أن نطالب بأن تشكل نساء أيرلندا، اللواتي لم يُطلب منهن أي رأي مهما كان الحق في التحدث باسم أيرلندا في البرلمان البريطاني، الاتحاد الذي تتطلبه مناسبة تاريخية».